# Schrei
Schrei (нім. Кричи) —  дебютний музичний альбом німецького гурту Tokio Hotel. У 2006 році вони випустили частково перезаписаний та дописаний альбом Schrei — so laut du kannst.. 25 березня 2008 року альбом було випущено Universal Records у Канаді .

## Список композицій
| #   | Назва                            | Автори пісень                                                          | Тривалість |
| --- | -------------------------------- | ---------------------------------------------------------------------- | ---------- |
| 1.  | «Schrei»                         | Білл Кауліц, Дейв Рот, Давид Йост                                      | 3:16       |
| 2.  | «Durch den Monsun»               | Білл Кауліц, Рот, Патрік Бензнер, Йост, Пітер Хофманн                  | 3:56       |
| 3.  | «Leb die Sekunde»                | Білл Кауліц, Рот, Бензнер, Йост                                        | 3:45       |
| 4.  | «Rette mich»                     | Рот, Бензнер, Йост                                                     | 3:42       |
| 5.  | «Freunde bleiben»                | Рот, Бензнер, Йост                                                     | 3:42       |
| 6.  | «Ich bin nicht ich»              | Рот, Йост, Б. Кауліц                                                   | 3:47       |
| 7.  | «Wenn nichts mehr geht»          | Б. Кауліц, Рот, Бензнер, Йост                                          | 3:52       |
| 8.  | «Laß uns hier raus»              | Рот, Бензнер, Йост, Б. Кауліц, Том Кауліц, Георг Лістінг, Густав Шефер | 3:05       |
| 9.  | «Gegen meinen Willen»            | Tokio Hotel , Рот, Бензнер, Йост                                       | 3:35       |
| 10. | «Jung und nicht mehr jugendfrei» | Tokio Hotel, Рот, Йост                                                 | 3:21       |
| 11. | «Der letzte Tag»                 | Рот, Бензнер, Йост, Б. Кауліц                                          | 3:50       |
| 12. | «Unendlichkeit»                  | Tokio Hotel                                                            | 2:27       |

«Schrei»  розкупився в 500,000 копій по всьому світу, «Schrei: So laut du kannst» продав 100,000 копій.

## Schrei — so laut du kannst
Schrei—so laut du kannst («Кричи якомога голосніше») — новіша версія німецькомовної версії альбому Schrei німецького гурту Tokio Hotel.
Через зміну голосу вокаліста Білла Кауліца у зв'язку із настанням його статевої зрілості, гурт перезаписав пісні «Schrei», «Rette mich» та «Der letzte Tag». Версія Schrei—so laut du kannst, яка продавалася у Німеччині, мала лише нову версію пісні «Rette mich»; в той самий час, цей альбом, який продавався у сусідній Франції, мав до того ж нові версії деяких інших пісень, враховуючи й «Rette mich» у новому звучанні.

### Список композицій
|     | Назва                                         | Автори                                                                 | Тривалість |
| --- | --------------------------------------------- | ---------------------------------------------------------------------- | ---------- |
| 1.  | «Schrei»                                      | Дейв Рот, Давид Йост                                                   | 3:16       |
| 2.  | «Durch den Monsun»                            | Білл Кауліц, Рот, Патрік Бензнер, Йост, Пітер Хофманн                  | 3:56       |
| 3.  | «Leb die Sekunde»                             | Б. Кауліц, Рот, Бензнер, Йост                                          | 3:45       |
| 4.  | «Rette mich»                                  | Рот, Бензнер, Йост                                                     | 3:42       |
| 5.  | «Freunde bleiben»                             | Рот, Бензнер, Йост                                                     | 3:42       |
| 6.  | «Ich bin nicht ich»                           | Рот, Йост, Б. Кауліц                                                   | 3:47       |
| 7.  | «Wenn nichts mehr geht»                       | Б. Кауліц, Рот, Бензнер, Йост                                          | 3:52       |
| 8.  | «Laß uns hier raus»                           | Рот, Бензнер, Йост, Б. Кауліц, Том Кауліц, Георг Лістінг, Густав Шефер | 3:05       |
| 9.  | «Gegen meinen Willen»                         | Том Кауліц, Георг Лістінг, Густав Шефер, Рот, Бензнер, Йост            | 3:35       |
| 10. | «Jung und nicht mehr jugendfrei»              | Б. Кауліц, Т. Кауліц, Лістінг, Шефер, Рот, Йост                        | 3:21       |
| 11. | «Der letzte Tag»                              | Рот, Бензнер, Йост, Б.Кауліц                                           | 3:50       |
| 12. | «Unendlichkeit»                               | Б. Кауліц, Т. Кауліц, Лістінг, Шефер                                   | 2:27       |
| 13  | «Beichte»                                     | Рот, Йост, Бензнер                                                     | 3:33       |
| 14  | «Schwarz»                                     | Рот, Йост, Бензнер, Хофманн, Б. Кауліц                                 | 3:20       |
| 15  | «Thema Nr. 1—Demo 2003»                       | Йост, Б. Кауліц, Т. Кауліц, Лістінг, Шефер                             | 3:15       |
| 16  | "Durch den Monsun (японськомовна версія) 3:51 |                                                                        |            |

## Чарти, продажі та сертифікації
| Чарти                         | Максимальна позиція |
| ----------------------------- | ------------------- |
| Австрійський альбомний чарт   | 1                   |
| Бельгійський альбомний чарт   | 28                  |
| Нідерландський альбомний чарт | 70                  |
| Фінський альбомний чарт       | 36                  |
| Французький альбомний чарт    | 12                  |
| Німецький альбомний чарт      | 1                   |
| Іспанський альбомний чарт     | 78                  |
| Швейцарський альбомний чарт   | 3                   |

| Країна           | Сертифікація | Продажі/перевезення |
| ---------------- | ------------ | ------------------- |
| Австрія (IFPI)   | 2xPlatinum   | 40,000              |
| Європа (IFPI)    | Platinum     | 1,000,000           |
| Німеччина (IFPI) | Platinum     | 300,000             |
| Румунія (IFPI)   | Gold         | 2,000               |
| Решта світу      | Platinum     | 1,500,000           |

## Персонал
| Склад виконавців - Вокал: Білл Кауліц - Гітара: Том Кауліц - Бас-гітара: Георг Лістінг - Ударні: Густав Шефер | Технічні кадри - Постановка: Патрік Бензнер, Дейв Рот, Давид Йост - Міксування: Патрік Бензнер, Дейв Рот - Запис оригіналу диску: Gateway Mastering - Фотографія (Schrei): Саша П'єрро - Фотографія (Schrei — so laut du kannst): Олаф Хайне - Дизайн обкладинки: Дірк Рудольф |